# Hurius
Hurius es un género de arañas araneomorfas de la familia Salticidae. Se encuentra en Sudamérica.

## Lista de especies
Según The World Spider Catalog 12.5:::
- Hurius aeneus (Mello-Leitão, 1941)
- Hurius petrohue Galiano, 1985
- Hurius pisac Galiano, 1985
- Hurius vulpinus Simon, 1901